# Regolatore lineare quadratico
Il regolatore lineare quadratico (LQR), nell'ambito del controllo ottimo, e più in generale dei controlli automatici e dei sistemi dinamici lineari tempoinvarianti, è un compensatore dinamico ottenuto a seguito della minimizzazione di un indice di costo {\displaystyle J(x,u)} funzione dello stato {\displaystyle x(t)} e del controllo {\displaystyle u(t)}. 
{\displaystyle \min J={\frac {1}{2}}x_{f}^{T}S_{f}x_{f}+{\frac {1}{2}}\int _{t_{0}}^{t_{f}}(x^{T}Qx+u^{T}Ru)\,d\tau },
con  {\displaystyle S_{f}}   e   {\displaystyle Q}  matrici simmetriche e semi definite positive e   {\displaystyle R}   simmetrica e definita positiva.

## Validità ipotesi iniziali
Aver considerato matrici simmetriche non fa perdere di generalità il problema; infatti, qualunque forma quadratica è equivalente ad un'altra con matrice simmetrica. Si dimostra facilmente:
{\displaystyle x^{T}Kx=2{\frac {1}{2}}x^{T}Kx+{\frac {1}{2}}x^{T}K^{T}x-{\frac {1}{2}}x^{T}K^{T}x={\frac {1}{2}}x^{T}(K+K^{T})x+{\frac {1}{2}}x^{T}(K-K^{T})x={\frac {1}{2}}x^{T}(K+K^{T})x}
La matrice {\displaystyle K+K^{T}} è simmetrica mentre {\displaystyle K-K^{T}} risulta anti simmetrica e quindi genera una forma quadratica nulla.
La matrice R è definita positiva altrimenti esisterebbero per {\displaystyle u} infinite soluzioni, caso poco interessante in campo ingegneristico per cui si predilige che l'ingresso ottimo {\displaystyle u_{ott}(t)} sia unico.

## Teorema: esistenza soluzione
Per ogni matrice Q semidefinita positiva e per ogni matrice R definita positiva esiste sempre una soluzione {\displaystyle u_{\mathrm {ott} }(t)} del problema di controllo ottimo LQR che minimizza l'indice di costo {\displaystyle J(x,u)}.

## Teorema: esistenza soluzione stabilizzante
Se il sistema LTI è stabilizzabile e rilevabile, allora minimizzando l'indice di costo (rendendolo limitato) si stabilizza anche il sistema.
Il controllo ottenuto {\displaystyle u_{\mathrm {ott} }(t)} è funzione lineare dello stato e di alcune matrici tra cui P(t) soluzione della DRE (equazione differenziale di Riccati) se il controllo è a tempo finito, o P (costante) soluzione della ARE (equazione algebrica di Riccati) se il controllo è a tempo infinito.
Tempo finito
- controllo

{\displaystyle u_{ott}(t)=-K_{\mathrm {ott} }(t)x(t)}
- controllore in retroazione dallo stato

{\displaystyle K_{\mathrm {ott} }(t)=R^{-1}B^{T}P(t)}
- DRE la cui soluzione fornisce P(t)

{\displaystyle -{\frac {dP(t)}{dt}}=A^{T}P(t)+P(t)A+Q-P(t)BR^{-1}B^{T}P(t)}
Tempo infinito
- controllo

{\displaystyle u_{\mathrm {ott} }(t)=-K_{\mathrm {ott} }x(t)}
- controllore in retroazione dallo stato

{\displaystyle K_{\mathrm {ott} }=R^{-1}B^{T}P}
- ARE la cui soluzione fornisce P

{\displaystyle [0]=A^{T}P+PA+Q-PBR^{-1}B^{T}P}
Essenzialmente fare un controllo su intervallo finito o infinito significa solo far tendere all'infinito ({\displaystyle t_{f}}→∞) l'estremo superiore dell'integrale che definisce {\displaystyle J(x,u)}. L'effetto di un controllo su tempo infinito è un controllore stazionario (indipendente dal tempo), ovvero una matrice {\displaystyle K_{\mathrm {ott} }} costante e ottima rispetto all'indice che si voleva minimizzare.

## Teorema: robustezza intrinseca

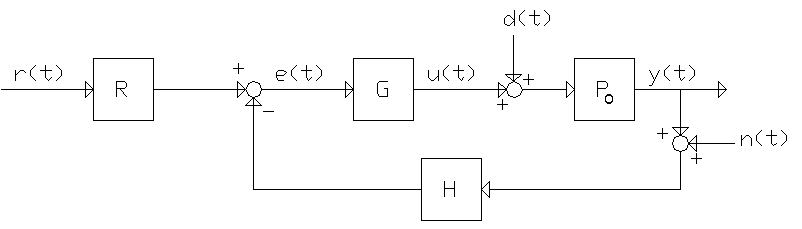
Controllo automatico

Si può dimostrare che il controllo LQR è robusto di per sé per una gamma di variazioni parametriche ∂{\displaystyle P_{0}} relative al processo nominale {\displaystyle P_{0}} con upperbound costante in frequenza e pari a {\displaystyle l_{m}=0.5}.
In altre parole permette il controllo per tutte le variazioni che modificano la matrice di trasferimento riferimento-uscita {\displaystyle U_{0}} prestazione di sensibilità del controllo fino ad un valore massimo tale che il massimo valore singolare di questa matrice sia minore di 2 (prestazione di sensibilità del controllo).